# Campeonato Mundial de Atletismo em Pista Coberta de 2018 - Arremesso de peso feminino
A prova do arremesso de peso feminino do Campeonato Mundial de Atletismo em Pista Coberta de 2018 ocorreu no dia 2 de março na Arena Birmingham, em Birmingham, no Reino Unido.

## Recordes
Antes desta competição, os recordes mundiais e do campeonato nesta prova eram os seguintes:
|                       | Nome               | Nacionalidade   | Distância | Local              | Data                    |
| --------------------- | ------------------ | --------------- | --------- | ------------------ | ----------------------- |
| Recorde mundial       | Helena Fibingerová | Tchecoslováquia | 22m 50cm  | Jablonec nad Nisou | 19 de fevereiro de 1977 |
| Recorde do campeonato | Valerie Adams      | Nova Zelândia   | 20m 67cm  | Sopot              | 8 de março de 2014      |

## Medalhistas
| Ouro               | Prata                     | Bronze            |
| Anita Márton (HUN) | Danniel Thomas-Dodd (JAM) | Gong Lijiao (CHN) |

## Cronograma
Todos os horários são locais (UTC+0).
| Data       | Hora  | Evento |
| ---------- | ----- | ------ |
| 2 de março | 20:10 | Final  |

## Resultado final
A final ocorreu dia 2 de Março às 20:10.
| Posição           | Atleta               | Nacionalidade     | #1    | #2    | #3    | #4    | #5    | #6    | Resultados | Notas                |
| ----------------- | -------------------- | ----------------- | ----- | ----- | ----- | ----- | ----- | ----- | ---------- | -------------------- |
| Medalha de ouro   | Anita Márton         | Hungria           | 18.29 | 18.30 | 19.48 | x     | 18.96 | 19.62 | 19.62      | ,                    |
| Medalha de prata  | Danniel Thomas-Dodd  | Jamaica           | 18.92 | 18.95 | 19.22 | x     | 18.86 | 19.07 | 19.22      | Recorde nacional     |
| Medalha de bronze | Gong Lijiao          | China             | x     | 18.98 | x     | 18.83 | 18.81 | 19.08 | 19.08      | Recorde da temporada |
| 4                 | Gao Yang             | China             | 18.45 | 18.77 | 18.41 | 18.70 | 18.20 | 18.51 | 18.77      | Recorde pessoal      |
| 5                 | Paulina Guba         | Polónia           | 18.53 | x     | 18.16 | 18.31 | 18.54 |       | 18.54      |                      |
| 6                 | Aliona Dubitskaya    | Bielorrússia      | x     | x     | 18.21 | x     | x     |       | 18.21      | Recorde da temporada |
| 7                 | Yaniuvis López       | Cuba              | 17.81 | 18.05 | x     | 18.04 | 18.19 |       | 18.19      | Recorde pessoal      |
| 8                 | Jeneva Stevens       | Estados Unidos    | 15.90 | 18.18 | 18.00 | 17.64 | x     |       | 18.18      |                      |
| 9                 | Cleopatra Borel      | Trinidad e Tobago | 17.33 | 17.80 | 17.49 |       |       |       | 17.80      |                      |
| 10                | Brittany Crew        | Canadá            | x     | 17.61 | 16.13 |       |       |       | 17.61      |                      |
| 11                | Yuliya Leantsiuk     | Bielorrússia      | x     | 17.44 | 17.15 |       |       |       | 17.44      |                      |
| 12                | Daniella Hill        | Estados Unidos    | 17.22 | 17.26 | x     |       |       |       | 17.26      |                      |
| 13                | Fanny Roos           | Suécia            | 17.19 | 17.23 | x     |       |       |       | 17.23      |                      |
| 14                | Dimitriana Surdu     | Moldávia          | 17.15 | 17.22 | x     |       |       |       | 17.22      |                      |
| 15                | Radoslava Mavrodieva | Bulgária          | 16.33 | x     | x     |       |       |       | 16.33      |                      |

Legenda
| Recorde mundial       | Recorde mundial (World record)               |                       | Recorde africano                      | Recorde africano (African) |                                           | Q | Classificado por posição (Qualified) |
| Recorde do campeonato | Recorde do campeonato (Championship record)  | Recorde da América    | Recorde da América (Americas)         | q                          | Classificado por melhor tempo (Qualified) |   |                                      |
| Melhor marca do ano   | Melhor marca do ano (World leading)          | Recorde asiático      | Recorde asiático (Asian)              | DNS                        | Não largou (Did not start)                |   |                                      |
| Recorde nacional      | Recorde nacional (National record)           | Recorde europeu       | Recorde europeu (European)            | DNF                        | Não terminou (Did not finish)             |   |                                      |
| Recorde pessoal       | Recorde pessoal do atleta (Personal best)    | Recorde da Oceania    | Recorde da Oceania (Oceania)          | DSQ / DQ                   | Desclassificado (Disqualified)            |   |                                      |
| Recorde da temporada  | Recorde da temporada do atleta (Season best) | Recorde sul-americano | Recorde sul-americano (South America) | NM                         | Sem marca (No mark)                       |   |                                      |